# 法國晚報
《法國晚報》（法語：France Soir，又譯《法蘭西晚報》），是一份每天出版的法國新聞報章。它的前身是法國當地的地下報章《法國防衛報》（Défense de la France），於1944年11月由皮耶·拉渣勒夫創辦，並在第二次世界大戰後改名為《法國晚報》。
《法國晚報》自1950年代開始風行，並在1961年成為法國最高銷量的報章，高峰期有過百萬的紀錄。
然而，在2005年後，它的銷量平穩下跌，每天只售出約45,000份。由於管理層的轉變，報章的內容現在較追求轟動效應，以求生存。在2005年尾10月27日，報章的財產進一步下跌至進入了破產程序，並在10月31日
，波碧尼商業法庭（Bobigny commerce court）宣佈了對它作為期六個月的整頓設定（setting in rectification）。
現時報章的股份，主要由百萬富翁雷蒙·拉卡擁有。拉卡是埃及和法國的混血兒，信仰天主教。